# Diplazium obscurum
Diplazium obscurum är en majbräkenväxtart som beskrevs av Hermann Christ.
Diplazium obscurum ingår i släktet Diplazium och familjen Athyriaceae. Inga underarter finns listade i Catalogue of Life.